# Stipo
Stipo je moško osebno ime.

## Izvor imena
Ime Stipo je različica moškega osebnega imena Štefan.

## Pogostost imena
Po podatkih Statističnega urada Republike Slovenije je bilo na dan 31. decembra 2007 v Sloveniji število moških oseb z imenom Stipo: 134.

## Osebni praznik
Osebe z imenom Stipo lahko godujejo takrat kot osebe z imenom Štefan.